# Arthur Widén
Lars Arthur Widén (i riksdagen kallad Widén i Norum), född 3 februari 1905 i Los Angeles, USA, död 5 maj 1989 i Molkom, var en svensk lantbrukare och politiker (folkpartist). 
Arthur Widén föddes i USA men återvände i ungdomen till Sverige. Efter studentexamen och studier vid lantbruksskola blev han 1928 föreståndare för Norums gård i Nyed, som han senare köpte. Han var också kommunalt verksam i Nyeds landskommun samt aktiv i metodistkyrkan på lokal och regional nivå.
Han var riksdagsledamot i andra kammaren för Värmlands läns valkrets 1949-1958. I riksdagen var han bland annat ledamot i statsutskottet 1956-1958. Han var främst engagerad i utbildningsfrågor. I riksdagen skrev han 64 egna motioner bl.a. om understöd åt kommunala och enskilda undervisningsanstalter, lärarlöner, yrkesutbildning, inrättandet av en medicinsk högskola i Umeå (1957).